# 杜眾
杜眾（?—?），弘農（今河南靈寶）人，東漢政治人物。

## 生平
汉桓帝延熹年間（158年－166年），杜眾官至弘農郡五官掾。白馬令李雲因直諫繫北寺獄。杜眾知李雲獲罪，上書表示李雲應無罪釋放，若忠於社稷有罪，他願與李雲同死。桓帝大怒，將杜眾交付廷尉治罪。結果李雲、杜眾一并处死。